# Arrien
Arrien é uma comuna francesa na região administrativa da Nova Aquitânia, no departamento dos Pirenéus Atlânticos. Estende-se por uma área de 4,45 km². Em 2010 a comuna tinha 190 habitantes (densidade: 42,7 hab./km²).